# Vader (film)
Vader (Hongaars: Apa) is een Hongaarse dramafilm uit 1966 onder regie van István Szabó. Hij won hiervoor de juryprijs op het Internationale filmfestival van Locarno en de Grand Prix op het Internationale filmfestival van Moskou.

## Verhaal
Takó is een halfwees. Hij idealiseert zijn vader die als verzetsheld is gestorven tijdens de Tweede Wereldoorlog. Met zijn fantasieën over zijn vader krikt Takó voortdurend zijn eigen zelfbeeld op. Langzaam ontwikkelt hij een realistischer beeld van zijn overleden vader.

## Rolverdeling
| Acteur        | Personage  |
| ------------- | ---------- |
| András Bálint | Takó Bence |
| Miklós Gábor  | Apa        |
| Kati Sólyom   | Anni       |
| Klári Tolnay  | Anya       |